# لواء كفير

علم اللواء

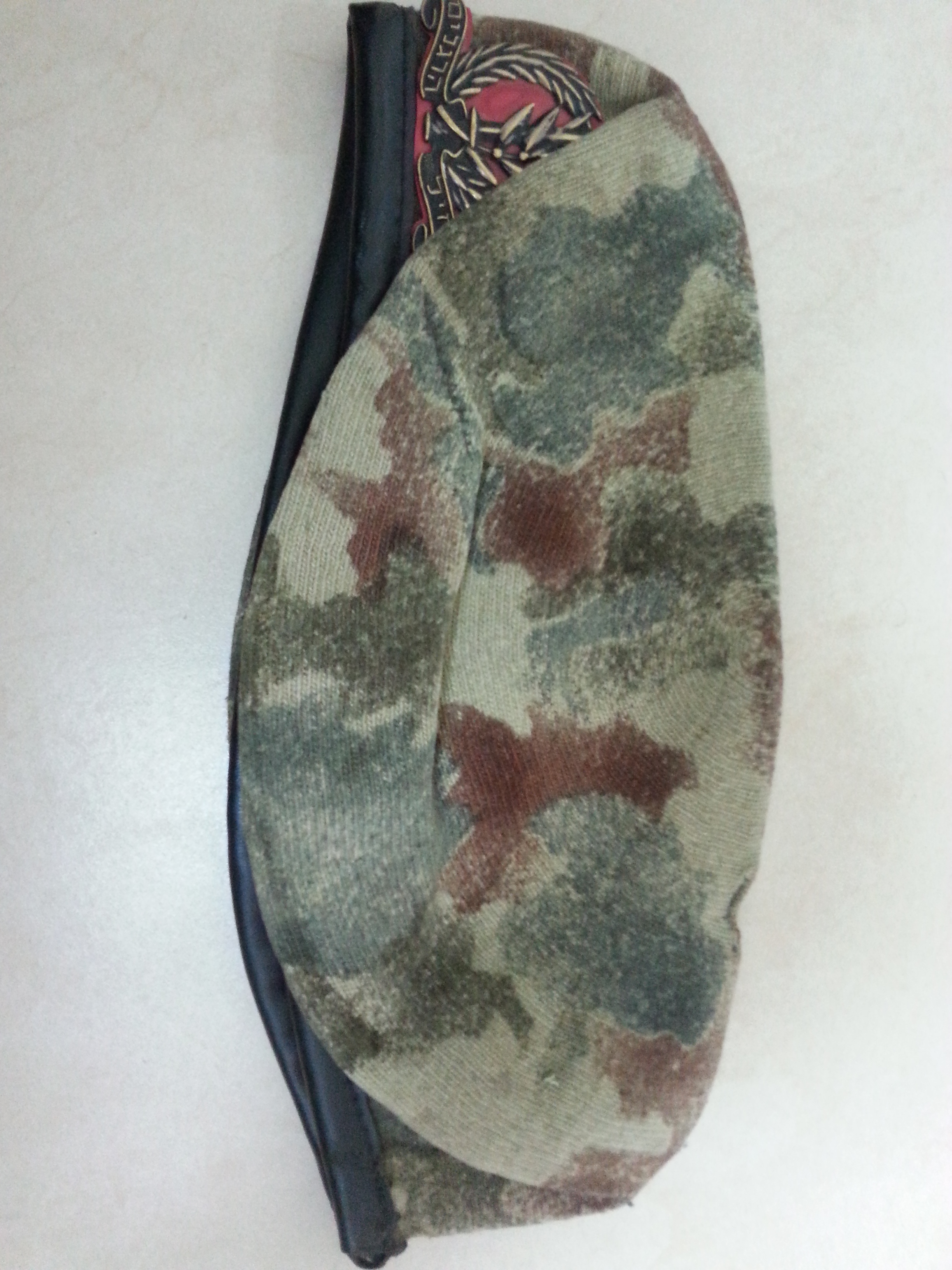
بيريه (قبعة) اللواء

لواء كفير (بالعبرية: חֲטִיבַת כְּפִיר بالإنكليزية: Kfir Brigade) ويعرف أيضا باللواء رقم 900 هو أحد ألوية الجيش الإسرائيلي وكان يتمركز تاريخياً في الضفة الغربية المحتلة في فلسطين. تم تشكيل ستة كتائب مشاة مختلفة في بداية التسعينات لمساندة القوات المدرعة الموجودة في الضفة الغربية. ثم أصبحت هذه كتائب مختصة في القتال في المدن إبان الانتفاضة الثانية. ثم إعلنت في 6 ديسمبر 2005 كلواء مستقل يحمل هذا الاسم تابع للشعبة 162 في قيادة المنطقة الوسطى. اشتهر اللواء منذ إنشائه بممارساته القمعية وأعمال التنكيل بحق السكان الفلسطينيين، إضافة إلى إعلان مجندين فيه رفضهم تنفيذ أوامر إخلاء المستوطنات.
وتشير الإحصاءات إلى أن اللواء مسؤول عن 70 في المئة من الاعتقالات التي نفذتها قوات الاحتلال في الضفة الغربية. وأظهرت تحقيقات أعدها الجيش الإسرائيلي أخيراً، أن اللواء تصدر ألوية المشاة الأربعة في نسبة الانضباط الداخلي بين عناصره، وأنه يحتل المرتبة الأولى لجهة عدد الجنود الذين ينتقلون منه للدراسة في كلية الضباط.

## التشكيل
قام الجيش الإسرائيلي في عقد التسعينيات من القرن العشرين بتأسيس عدد من الكتائب في قوات الاحتياط عرفت بأسم «كتائب التسعينيات» وعملت هذه الكتائب جنبا إلى جنب مع القوات المدرعة الإسرائيلية.

في 6 ديسمبر 2005 تم جمع هذه الكتائب في لواء واحد يتبع للقوات النظاميه وتمت تسميه اللواء بأسم لواء كفير وتم تسليم قيادته للعقيد ايال نوسوفسكي.

## الهيكلية
على الرغم من كون اللواء كفير هو جزء من الفرقة 162 الإسرائيلية الا انه مرتبط اداريا كلواء في فرقة الضفة الغربية الإسرائيلية.

يتكون لواء كفير من الوحدات التالية:

- الكتيبة 90 نحشون.

- الكتيبة 92 شمشون.

- الكتيبة 93 هاروف.

- الكتيبة 94 دوشيفات.

- الكتيبة 96 لافي وقد تم تفكيكها في يوليو 2015.

- الكتيبة 97 نتزاح يهودا

## التدريب
جميع مجندي اللواء كفير يجب ان يخضعوا لتدريب مدته 7 أشهر قبل ان يدخلوا إلى الخدمة الفعالة في اللواء.

أول 4 أشهر من التدريب هو تدريب اساسي يركز على الانضباط واللياقة البدنيه والتدريب على مختلف أنواع الاسلحة.

الفترة الباقية من التدريب وهي بين 3-4 أشهر تكون مخصصه للتدريب على حرب المدن، التدريب على الاسلحه المتقدمه، القتال من داخل العربات المدرعة، الحرب الكيميائية.

تتصدر ألوية المشاة الأربعة في الجيش الإسرائيلي من حيث نسبة الانضباط الداخلي بين عناصره، واحتل المرتبة الأولى في عدد الجنود الذين ينتقلون منه للدراسة في كلية الضباط، (أي يرغبون العمل في الجيش).
من اجل زياده رغبه المتطوعين للانتماء إلى لواء كفير فقد قررت القيادة الاسرائيليه ضم وحدات النخبة ضمن اختيارات القرعة للمجندين والمتطوعين
أي ان يقوم المتطوع باختيار لواء كفير كاول اختياراته إذا اراد الانضمام إلى وحدات النخبة واثناء عمليه الفرز يتم سحب الأفضل للانضمام إلى وحدات النخبة اما الباقين فيبقون كعسكريين في لواء كفير.

## الشعار والزي
يرتدي جنود لواء كفير بيريه مموه وعلم اللواء يتكون من مثلثين «أبيض ولون مموه».

## التجاوزات
ذكرت صحيفة هآرتس أن لواء المشاة «كفير» هو اللواء الذي يتصدر وحدات الجيش في عدد من التحقيقات التي قامت بها الشرطة العسكرية مع جنودها للاشتباه بضلوعهم في تجاوزات ضد الفلسطينيين، وممتلكاتهم في المناطق. هذا ما تبين من معطيات سلّمها الجيش إلى منظمة حقوق الإنسان «يوجد قانون»، ومع ذلك ينبغي الإشارة إلى أن جنود اللواء يعملون في الضفة الغربية معظم أيام السنة، وعدد كتائبه أكثر من أي ألوية مشاة أخرى
يُشار إلى أن جنود لواء كفير يخدمون ضمن استخدامات تنفيذية في الضفة الغربية، عشرة أيام في المعدل المتوسط، أمّا ألوية المشاة الأخرى فهي موجودة على الحدود الشمالية، وعند حدود قطاع غزة. ويمكن القول: إن عدد التحقيقات المرتفع مع المظليين يمكن أن نعزوه للتواجد المرتفع نسبياً لكتائب اللواء في الضفة الغربية، بينما لواء غولاني، وغفعاتي فقد خدما أكثر عند حدود القطاع حيث لم تُفتح هناك ملفات تحقيق تقريباً.

## هيكلية اللواء

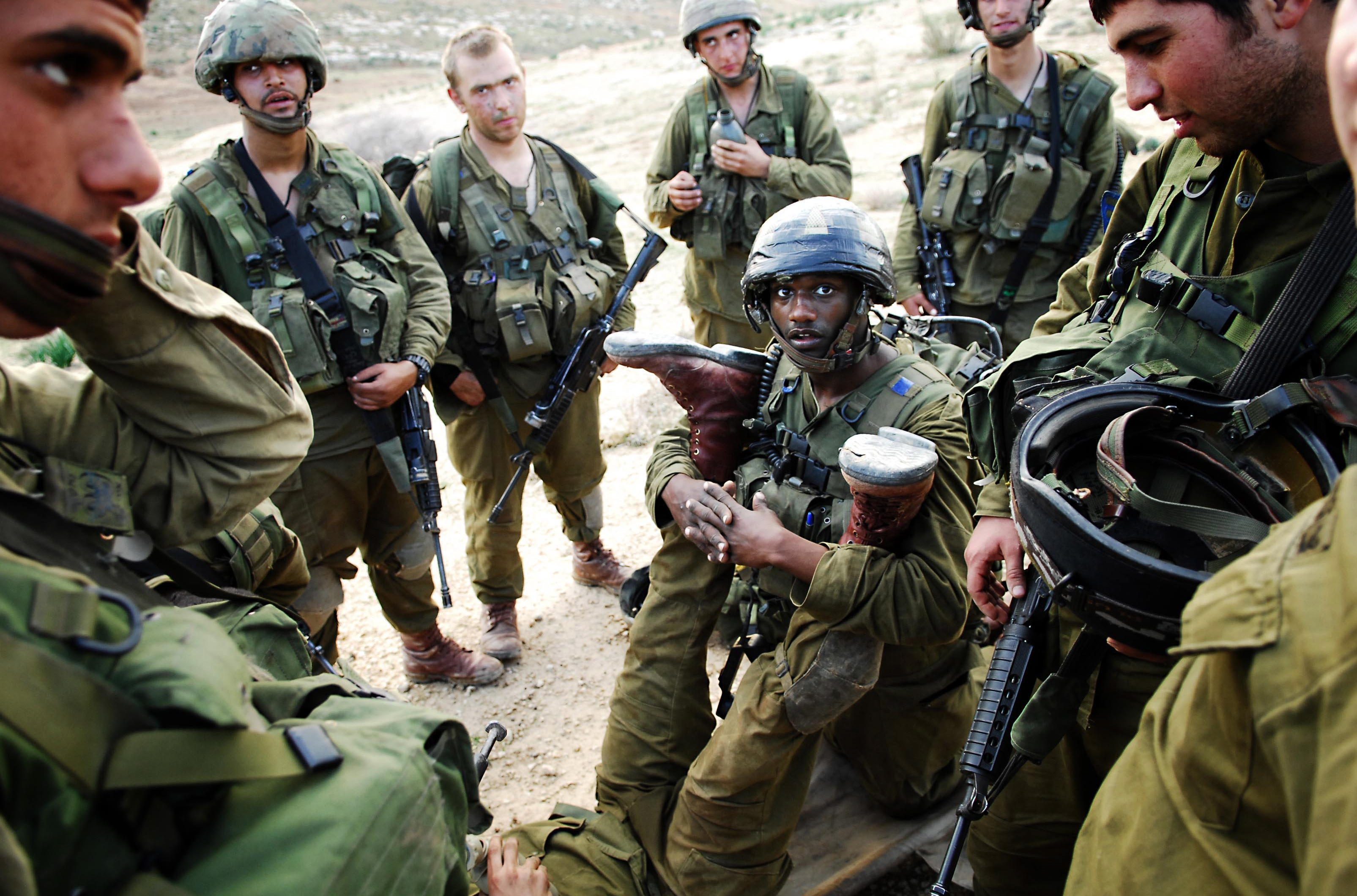
اللواء في احدى تدريباته

## القادة
- أرن أفمن 2009-2011
- آشر بن لولو يوليو 2013 - الآن